# Flugvikt i fristil i brottning vid olympiska sommarspelen 1992
Herrarnas brottningsturnering i fristil i viktklassen flugvikt vid olympiska sommarspelen 1992 avgjordes i Barcelona i Institut Nacional d'Educació Física de Catalunya. 

## Medaljörer
| Klass    | Guld                   | Silver           | Brons                         |
| Flugvikt | Li Hak-Son · Nordkorea | Zeke Jones · USA | Valentin Jordanov · Bulgarien |

## Resultat
- TO — Vinst genom fall
- SP — Vinst genom överlägsenhet, 12-14 poängs skillnad, förloraren med poäng
- SO — Vinst genom överlägsenhet, 12-14 poängs skillnad, förloraren utan poäng
- ST — Vinst genom teknisk överlägsenhet, 15 poäng skillnad
- PP — Vinst genom poäng, förloraren med tekniska poäng
- PO — Vinst genom poäng, förloraren utan tekniska poäng
- PA — Vinst genom att motståndaren skadas
- DQ — Vinst genom förverkande
- D2 — Båda brottarna diskvalificerade på grund av passivitet  (0-0 poäng)
- DNA — Dök inte upp
- L — Förluster
- ER — Elimineringsrunda
- CP — Klassificeringspoäng
- TP — Tekniska poäng

- PA — Vinst genom att motståndaren skadats

### Elimineringsrunda

#### Pool A
| L        |                                | CP       | TP       |                                | L        |          |
| Omgång 1 | Omgång 1                       | Omgång 1 | Omgång 1 | Omgång 1                       | Omgång 1 | Omgång 1 |
| -------- | ------------------------------ | -------- | -------- | ------------------------------ | -------- | -------- |
| 0        | Li Hak-Son (PRK)               | 4-0 ST   | 15-0     | Joe Oziti (NGR)                | 1        |          |
| 0        | Valentin Yordanov (BUL)        | 3-1 PP   | 2-1      | Vladimir Toguzov (EUN)         | 1        |          |
| 1        | Shane Stannett (NZL)           | 0-4 TO   | 1:22     | Majid Torkan (IRI)             | 0        |          |
| 1        | Anil Kumar (IND)               | 0-4 ST   | 1-17     | Ahmet Orel (TUR)               | 0        |          |
| 0        | Tserenbaataryn Enkhbayar (MGL) |          |          | Bye                            |          |          |
| Omgång 2 |                                |          |          |                                |          |          |
| 1        | Tserenbaataryn Enkhbayar (MGL) | 0-3 PO   | 0-4      | Li Hak-Son (PRK)               | 0        |          |
| 2        | Joe Oziti (NGR)                | 0-4 TO   | 1:49     | Valentin Yordanov (BUL)        | 0        |          |
| 2        | Vladimir Toguzov (EUN)         | 0-3 PO   | 0-1      | Shane Stannett (NZL)           | 1        |          |
| 0        | Majid Torkan (IRI)             | 4-0 ST   | 16-1     | Anil Kumar (IND)               | 2        |          |
| 0        | Ahmet Orel (TUR)               |          |          | Bye                            |          |          |
| Omgång 3 |                                |          |          |                                |          |          |
| 0        | Ahmet Orel (TUR)               | 3-1 PP   | 14-9     | Tserenbaataryn Enkhbayar (MGL) | 2        |          |
| 0        | Li Hak-Son (PRK)               | 4-0 TO   | 3:22     | Shane Stannett (NZL)           | 2        |          |
| 0        | Valentin Yordanov (BUL)        | 3-1 PP   | 3-2      | Majid Torkan (IRI)             | 1        |          |
| Omgång 4 |                                |          |          |                                |          |          |
| 1        | Ahmet Orel (TUR)               | 1-3 PP   | 4-6      | Valentin Yordanov (BUL)        | 0        |          |
| 0        | Li Hak-Son (PRK)               | 3-0 PO   | 4-0      | Majid Torkan (IRI)             | 2        |          |
| Omgång 5 |                                |          |          |                                |          |          |
| 2        | Ahmet Orel (TUR)               | 1-3 PP   | 8-17     | Li Hak-Son (PRK)               | 0        |          |
| 0        | Valentin Yordanov (BUL)        |          |          | Bye                            |          |          |
| Omgång 6 |                                |          |          |                                |          |          |
| 1        | Valentin Yordanov (BUL)        | 1-3 PP   | 4-6      | Li Hak-Son (PRK)               | 0        |          |

| Brottare                       | L | ER | CP |
| ------------------------------ | - | -- | -- |
| Li Hak-Son (PRK)               | 0 | -  | 20 |
| Valentin Yordanov (BUL)        | 1 | -  | 14 |
| Ahmet Orel (TUR)               | 2 | 5  | 9  |
| Majid Torkan (IRI)             | 2 | 4  | 9  |
| Tserenbaataryn Enkhbayar (MGL) | 2 | 3  | 1  |
| Vladimir Toguzov (EUN)         | 2 | 2  | 1  |
| Anil Kumar (IND)               | 2 | 2  | 0  |
| Joe Oziti (NGR)                | 2 | 2  | 0  |
| Shane Stannett (NZL)           | 2 | 3  | 3  |

#### Pool B
| L        |                             | CP       | TP       |                             | L        |          |
| Omgång 1 | Omgång 1                    | Omgång 1 | Omgång 1 | Omgång 1                    | Omgång 1 | Omgång 1 |
| -------- | --------------------------- | -------- | -------- | --------------------------- | -------- | -------- |
| 0        | Constantin Corduneanu (ROU) | 3-1 PP   | 6-1      | Christopher Woodcraft (CAN) | 1        |          |
| 1        | Choukri Boudchiche (TUN)    | 0-4 ST   | 0-15     | Zeke Jones (USA)            | 0        |          |
| 0        | Alfredo Levya (CUB)         | 3-1 PP   | 4-1      | Thierry Bourdin (FRA)       | 1        |          |
| 1        | Mitsuru Sato (JPN)          | 1-3 PP   | 3-5      | Kim Sun-Hak (KOR)           | 0        |          |
| 0        | Laureano Atanes (ESP)       |          |          | Bye                         |          |          |
| Omgång 2 |                             |          |          |                             |          |          |
| 1        | Laureano Atanes (ESP)       | 0-4 ST   | 0-15     | Constantin Corduneanu (ROU) | 0        |          |
| 1        | Christopher Woodcraft (CAN) | 3-0 PO   | 10-0     | Choukri Boudchiche (TUN)    | 2        |          |
| 0        | Zeke Jones (USA)            | 4-0 ST   | 16-1     | Alfredo Levya (CUB)         | 1        |          |
| 2        | Thierry Bourdin (FRA)       | 0-4 TO   | 3:13     | Mitsuru Sato (JPN)          | 1        |          |
| 0        | Kim Sun-Hak (KOR)           |          |          | Bye                         |          |          |
| Omgång 3 |                             |          |          |                             |          |          |
| 0        | Kim Sun-Hak (KOR)           | 4-0 TO   | 3:05     | Laureano Atanes (ESP)       | 2        |          |
| 1        | Constantin Corduneanu (ROU) | 0-3 PO   | 0-1      | Zeke Jones (USA)            | 0        |          |
| 1        | Christopher Woodcraft (CAN) | 4-0 TO   | 2:44     | Alfredo Levya (CUB)         | 2        |          |
| 1        | Mitsuru Sato (JPN)          |          |          | Bye                         |          |          |
| Omgång 4 |                             |          |          |                             |          |          |
| 1        | Mitsuru Sato (JPN)          | 4-0 TO   | 3:18     | Constantin Corduneanu (ROU) | 2        |          |
| 0        | Kim Sun-Hak (KOR)           | 3-1 PP   | 7-5      | Christopher Woodcraft (CAN) | 2        |          |
| 0        | Zeke Jones (USA)            |          |          | Bye                         |          |          |
| Omgång 5 |                             |          |          |                             |          |          |
| 0        | Zeke Jones (USA)            | 3-1 PP   | 9-5      | Mitsuru Sato (JPN)          | 2        |          |
| 0        | Kim Sun-Hak (KOR)           |          |          | Bye                         |          |          |
| Omgång 6 |                             |          |          |                             |          |          |
| 1        | Kim Sun-Hak (KOR)           | 1-3 PP   | 4-5      | Zeke Jones (USA)            | 0        |          |

| Brottare                    | L | ER | CP |
| --------------------------- | - | -- | -- |
| Zeke Jones (USA)            | 0 | -  | 17 |
| Kim Sun-Hak (KOR)           | 1 | -  | 11 |
| Mitsuru Sato (JPN)          | 2 | 5  | 10 |
| Christopher Woodcraft (CAN) | 2 | 4  | 9  |
| Constantin Corduneanu (ROU) | 2 | 4  | 7  |
| Alfredo Levya (CUB)         | 2 | 3  | 3  |
| Laureano Atanes (ESP)       | 2 | 3  | 0  |
| Thierry Bourdin (FRA)       | 2 | 2  | 1  |
| Choukri Boudchiche (TUN)    | 2 | 2  | 0  |

### Slutkamper
|                                | CP        | TP        |                             |           |
| 9:e plats                      | 9:e plats | 9:e plats | 9:e plats                   | 9:e plats |
| ------------------------------ | --------- | --------- | --------------------------- | --------- |
| Tserenbaataryn Enkhbayar (MGL) | DNA       |           | Constantin Corduneanu (ROU) |           |
| 7:e plats                      |           |           |                             |           |
| Majid Torkan (IRI)             | 3-1 PP    | 2-1       | Christopher Woodcraft (CAN) |           |
| 5:e plats                      |           |           |                             |           |
| Ahmet Orel (TUR)               | DNA       |           | Mitsuru Sato (JPN)          |           |
| Bronsmatch                     |           |           |                             |           |
| Valentin Yordanov (BUL)        | 3-1 PP    | 9-3       | Kim Sun-Hak (KOR)           |           |
| Final                          |           |           |                             |           |
| Li Hak-Son (PRK)               | 3-1 PP    | 8-1       | Zeke Jones (USA)            |           |